# ميران السعدي
ميران السعدي (1934-1987)، نَحات عِراقي من أبرز دُعاة «النحت المَيداني».

## سيرة ذاتية
ولد عام 1934 في بغداد، وتخرج من معهد بغداد للفنون الجميلة عام 1955. في أوائل الستينيات، كان جزءًا من مَجموعة الفنانين العراقيين منهم صادق ربيع وإسماعيل فتاح الترك وقاسم العزاوي وغازي السعودي الذين درسوا في روما، تخرجَ عام 1961.
تزامنت مسيرة السعدي مع فترة مضطربة في التاريخ العراقي. بعد فترة وجيزة من عودته إلى بغداد، جرت ثورت 14 تموز 1958، وألغيت الملكية وأقيمت الجمهورية. فر العديد من الفنانين من العراق، لكن السعدي ومجموعة صغيرة من الفنانين المحليين البارزين، منهم إسماعيل فتاح الترك ومحمد غني حكمت وخالد الرحال، بقوا في بَغداد.
أصبح حزب البعث راعيًا مهمًا للفنون، وشجع الفنانين التشكيليين المحليين على إظهار الصلة الثقافية بين الشعب العراقي الحديث والشعوب السومرية القديمة. منذ منتصف الستينيات وطوال السبعينيات، تم تكليف السعدي بأنشاء أعمال ساهمت في الشعور بالهوية الوطنية مع الإشارة في نفس الوقت إلى التراث الفني العراقي القديم.

## أعمالة
- نصب الجرار

الابعاد: 6 متر (ارتفاع).
المواد: برونز.
اكتمل: 1969.
المكان: العلاوي، بغداد.
وصف: يمثل فكرة قديمة، وقد انصبت هذه الفكرة في تشكيلة فنية، ودخل فيها عُنصر تدفق المياه من الجرار التي استعملها الإنسان على مَر العصور.
- نصب ساحة النسور

الأبعاد: غير معروف.
المواد: برونز.
اكتمل: بدأ في عام 1965 واكتمل في عام 1969.
الموقع: ساحة النسور، بغداد.
وصف: يُصور وَجهين من الصقارين (الأقنِعة التي توضَع على رؤوس الجَوارح) في كرة مُنقسمة مع مَجموعة نُسور تَجلُس على القِمة. يكاد يكون من المؤكد أن النصب يتأثر بتصميم القبة المٌنفصلة لنًصب الشهيد، أيضًا في بغداد، للفَنان إسماعيل فتاح الترك. يرمز النصب إلى الطيارين العراقيين الذين قاتلوا في الحَرب بالإضافة إلى كبرياء العِراق مِن ماضيه القديم إلى يومنا هذا. تم تشييدُه في المَوقع الذي هبط فيه طيار عراقي بعد أن تم إسقاط طائرته في عام 1963. كان من المٌقرر تَدمير النصب في فترة ما بعدَ 2003 بسبب ارتِباطه الوَثيق بحزب البعث، ومع ذلك، فقد قوبلَ هذا الاقتِراح بقَدر كبير منَ المُقاومة الشعبية وأنقذَ مِنَ الهَدم.
- نصب عنترة بن شداد

الأبعاد: غير معروف.
المواد: برونز.
اكتمل: 1972.
المكان: ساحة عنتر، الأعظمية.
وصف: يُصور الفارس والشاعر العربي عنترة بن شداد يمتطي حِصانًا.

## مَراجع
1. ↑  "Miran al Saadi," [Biographical Notes] Ibrahimi Collection, Online: نسخة محفوظة 2018-06-26 على موقع واي باك مشين.
2. ↑  Speech given by Qasim al-Azzawi at a Memorial Event for Miran al Saadi in Baghdad, in: Iraqi Women's League, Online: (translated from Arabic) نسخة محفوظة 2013-05-04 على موقع واي باك مشين.
3. ↑  Brown, B.A. and Feldman, M.H. (eds), Critical Approaches to Ancient Near Eastern Art, Walter de Gruyter, 2014 p.20
4. ↑  "Iraq: Arts" Encyclopedia Britannica, Online: نسخة محفوظة 2021-10-19 على موقع واي باك مشين.
5. ↑  Baram, A., Culture, History and Ideology in the Formation of Ba'thist Iraq, 1968-89, Springer, 1991, pp 70-71
6. ↑  al-Kalil, S., Monument: Art, Vulgarity, and Responsibility in Iraq. Berkeley, University of California Press, pp 72-75
7. ↑  Baghdad Tourism Guide Book, Baghdad edition, 2011, p. 81
8. ↑  The National Media Center, Republic of Iraq, Announcement, 2 July 2008; Online:; Kamel, S., "[Ministry of] Culture Declares its Refusal to Uproot the Monument of the Eagles," 26 October 2012 Online: نسخة محفوظة 2018-07-13 على موقع واي باك مشين.